# Phalanger rothschildi
Phalanger rothschildi е вид бозайник от семейство Phalangeridae.

## Разпространение
Видът е разпространен в Индонезия.